# Villa Guastavillani
Villa Guastavillani è una villa storica, sita sul monte di Barbiano nella città di Bologna. Attualmente è sede della Bologna Business School.

## Storia e descrizione
La villa venne fatta costruire dal Cardinale Filippo Guastavillani nel 1575 come sua dimora. La villa è sviluppata su quattro piani, di cui uno interrato. All'interno delle varie stanze ci sono numerose pareti e soffitti affrescati, che in diversi casi danno il nome alla stanza che li ospita.

## Proprietà
Acquistata dal Comune di Bologna nel 1992, la villa ebbe nel corso degli anni diversi usi, fino a che nel 1996 è stata ceduta all'Università di Bologna.

## Trasporti
Nei pressi della costruzione è presente il capolinea autobus della linea 59, gestita dall'azienda TPER, che termina in Piazza Cavour.